# کایوت (تگزاس)
کایوت (به انگلیسی: Kyote) یک منطقهٔ مسکونی در ایالات متحده آمریکا است که در شهرستان اتسکوزا، تگزاس واقع شده‌است. کایوت ۳۴ نفر جمعیت دارد و ۱۸۱٫۰۵ متر بالاتر از سطح دریا قرار دارد.